# Bœuf de Yonezawa
Le Yonezawa gyū (米沢牛, bœuf de Yonezawa) est de la viande de bœuf japonais (wagyū), spécialité de la localité de la région de Yonezawa dans la préfecture de Yamagata. Au Japon, elle est considérée comme une des trois meilleures viandes de bœuf du Japon, avec le bœuf de Kobe et le bœuf de Matsusaka. Elle est souvent servie en  sukiyaki ou en shabu-shabu.